# كسر الفك السفلي
كسر الفك السفلي (بالإنجليزية: Mandibular fracture)‏ هو كسر في عظم الفك السفلي الذي يستهدف مكانين من الفك في 60% من الحالات، يؤدي كسر الفك غالبًا إلى عدم قدرة المريض على فتح فمه بالكامل. كما يمكن أن تُزاح الأسنان من موقعها ويرافقها نزيف اللثة، يعد الذكور في الثلاثينيات من العمر من أشيع المصابين بكسور الفك السفلي بشكل أكثر شيوعًا بين الذكور.
تتسبب الرضوض في كسر الفك السفلي في أغلب الأحيان مثل السقوط على الذقن أو الضربة الجانبية ونادرًا ما تنتج عن ارتشاف العظم أو أورام العظم، يتمركز 36% من كسر العظم السفلي في الناتئ شبه اللقمي و20% في جسم الفك.
يمكن تشخيص الحالة بعد التصوير الشعاعي للفك إلا أن التصوير المقطعي المحوسب الحديث أكثر دقة. لا تعتبر الجراحة الفورية ضروريةً إذ يمكن أن يعود المريض إلى المنزل ومن ثم يتابع الجراحة في الأيام القليلة المقبلة مع استخدام عدد من التقنيات الجراحية بما في ذلك تثبيت الفك العلوي والتثبيت الداخلي للتصغير.
يتناول بعض المرضى المصابين بكسر الفك السفلي المضادات الحيوية مثل البنسلين لفترة وجيزة من الزمن على الرغم من قلة الأدلة المتوفرة الأدلة لتدعم هذه الممارسة.

## التشخيص

### التصوير الشعاعي للفيلم العادي
يعتبر هذا النوع من التصوير الشعاعي تقليديًا إذ يُكشف على الفك السفلي لكن مع وجود بعض التداخلات من الهيااكل المجاورة.

### التصوير الشعاعي البانورامي
تُعرف الصور الشعاعية البانورامية على أنها صور مقطعية يكون فيها الفك السفلي في الحوض البؤري وتظهر صورة مسطحة للفك السفلي ما يسهل تحديد الكسور وفرز الأسنان المكسورة أو المقلوعة أو المزاحة في الصور البانورامية على عكيس الصور الشعاعية الأخرى.

### التصوير المقطعي المحوسب
يُعتبر التصوير المقطعي المحوسب من أفضل طرق تشخيص كسر الفك السفلي، إذ يمكن فحص جميع عظام الوجه بمختلف المستويات مثل المستوى الإكليلي والمستوى المستعرض والمستوى السهمي.
كما أن التصوير المقطعي المحوسب يوضح عظام الوجه بالأبعاد الثلاثية ما يعطي القدرة على فحص الأجزاء المُزاحة من موقعها الأصلي.
أظهرت الدراسات الحديثة أن التصوير المقطعي المحوسب لا يفرق عن التصوير الشعاعي البانورامي بالنسبة للدقة عند تشخيص كسر الفك السفلي، تختلف دواعي استخدام التصوير المقطعي المحوسب باختلاف المنطقة المصابة بالكسر في الفك السفلي.

## التصنيف
يوجد عدة تصنيفات معتمدة ومستخدمة لكسر الفك السفلي.

### التصنيف حسب الموقع
يُعتبر تصنيف كسر الفك السفلي بالنسبة لموقع الكسر من أفضل التصنيفات نظرًا لاعتماد العلامات والأعراض وخطة العلاج على موقع الكسر، يُقسم الفك في هذا التصنيف إلى: كسر الناتئ الإكليلي وكسر الناتئ اللقمي وكسر زاوية الفك السفلي (منطقة الضواحك والأضراس الخلفية السفلية) وكسر جسم الفك السفلي وكسر الارتفاق الذقني.

### التصنيف حسب العظم السنخي
يتضمن هذا التصنيف منطقة السنخ وتحيديًا عظم السنخ السفلي.

### التصنيف حسب الناتئ اللقمي
لا يُكسر الناتئ اللقمي لوحده نظرًا لامتداد الجزء اللقمي من عظم الفك السفلي أسفل العديد من الأجزاء مثل المجموعة الوجنية لهذا يُكسر الناتئ اللقمي مع بقية أجزاء الفك السفلي مثل القوس الوجني.

## العلاج
يُعالج كسر الفك السفلي بتقليل الكسر وتثبيت الجزء المكسور مع أخذ الاحتياطات بالنسبة لبقية الأمراض الأخرى التي قد تُعرض المريض للخطر، ويُعتبر هذا النوع من الكسر مثله كمثل جميع أنواع الكسور الأخرى ويُعالج بالطريقة نفسها باستثناء الإصابات الشديدة التي يتعرض فيهال مجرى الهواء للانسداد. 

### الاعتبارات العامة
يُصاب الشخص بكسر الفك السفلي عادةً بعد تعرضه للرض أو الصدمات التي توجه إلى الرأس والوجه لذلك عند فحص المريض يجب أخذ بقية أنواع الإصابات بعين الاعتبار قبل معالجة كسر الفك السفلي مثل معالجة انسداد المجرى التنفسي نتيجةً لتراجع اللسان.
إذا كانت القوة الموجهة على عظم الفك كبيرة جدًا يمكن أن تُصاب فقرات العمود الفقري بالأذى أو يمكن أن يدخل الفك في عظم الرأس داخل الجمجمة.

## معرض صور

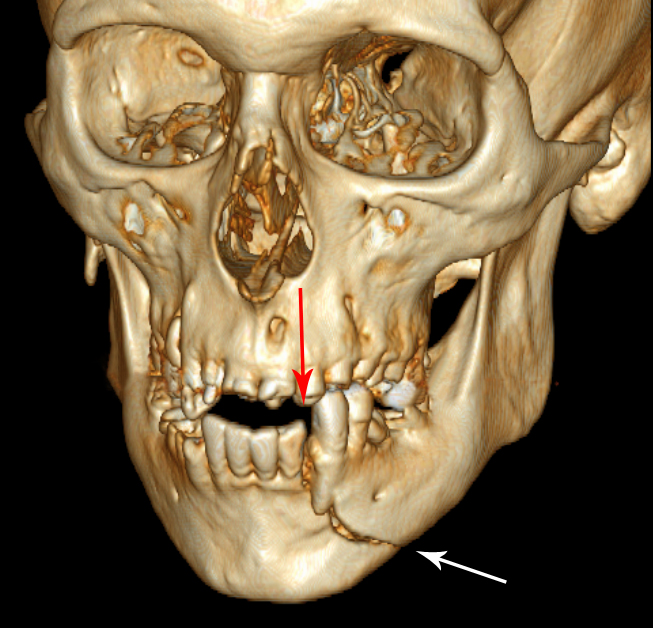
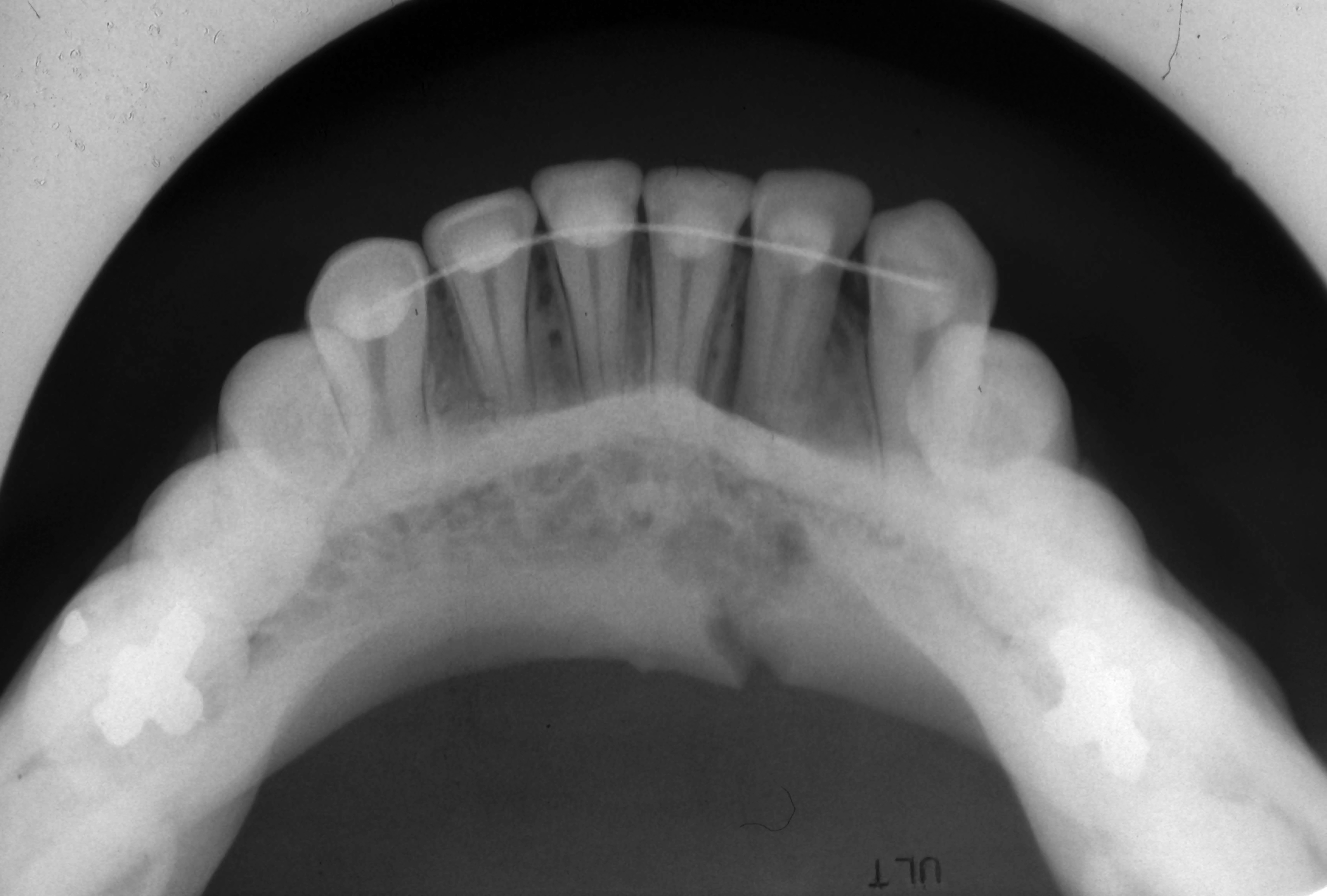
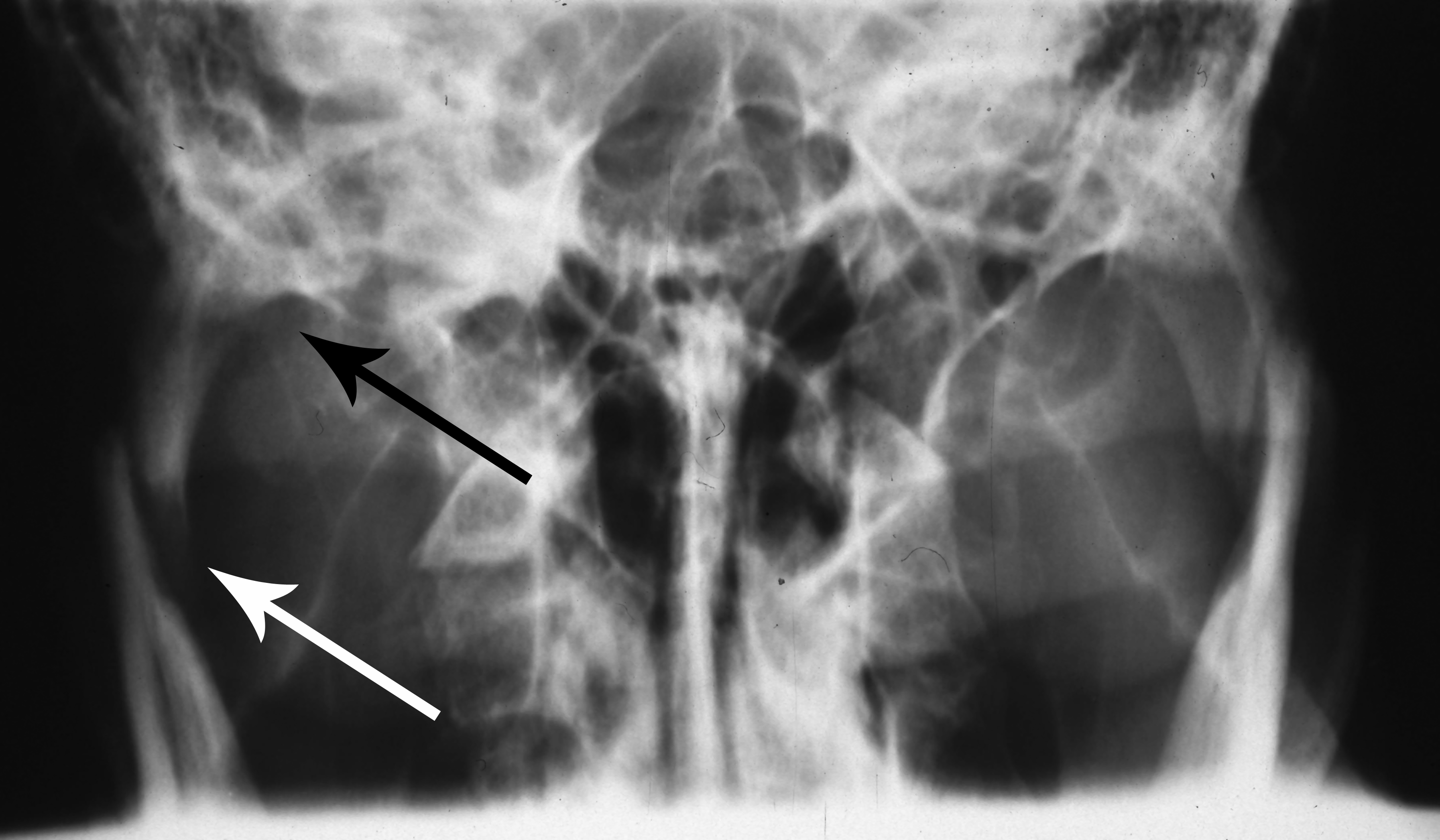
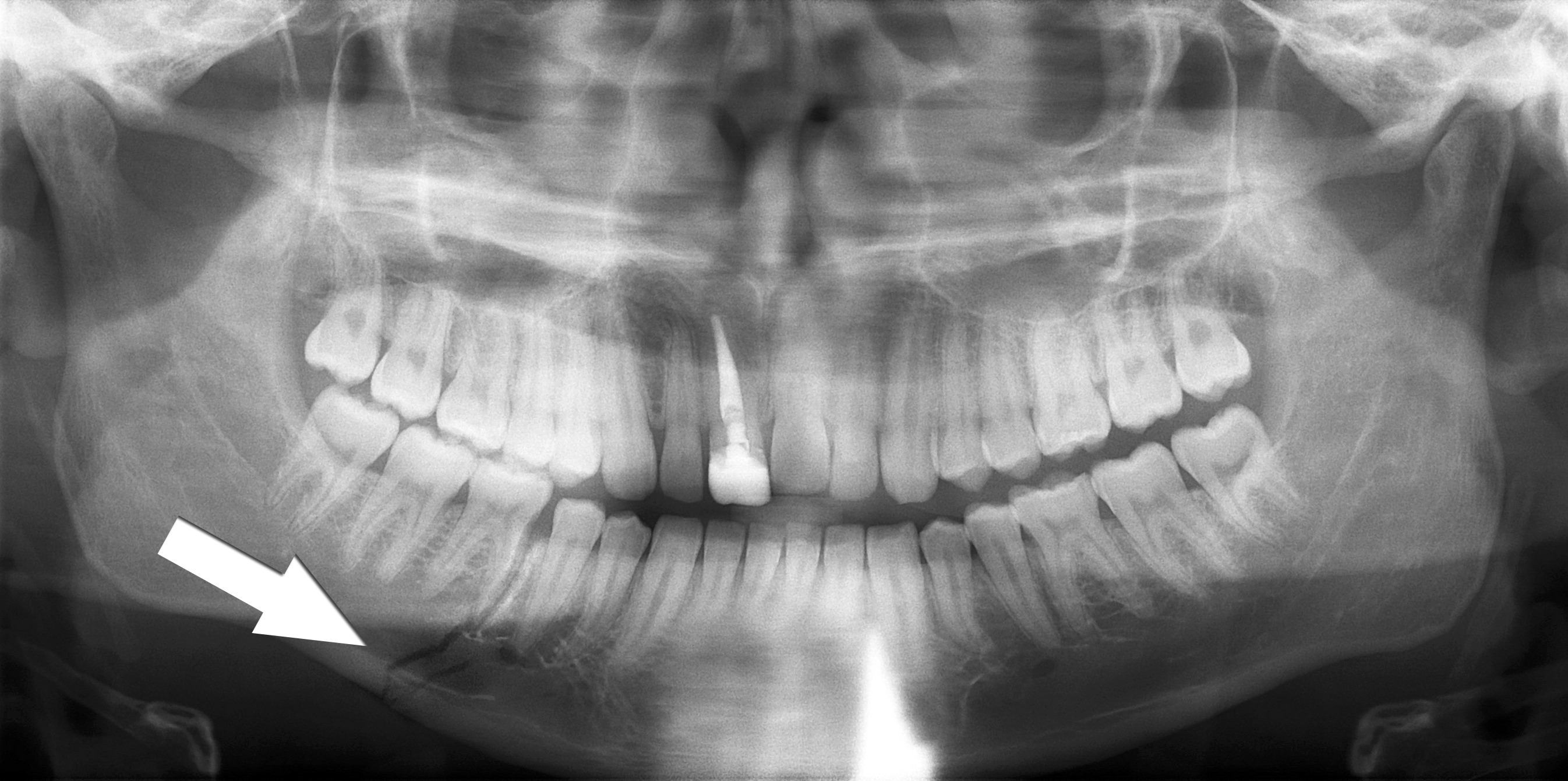
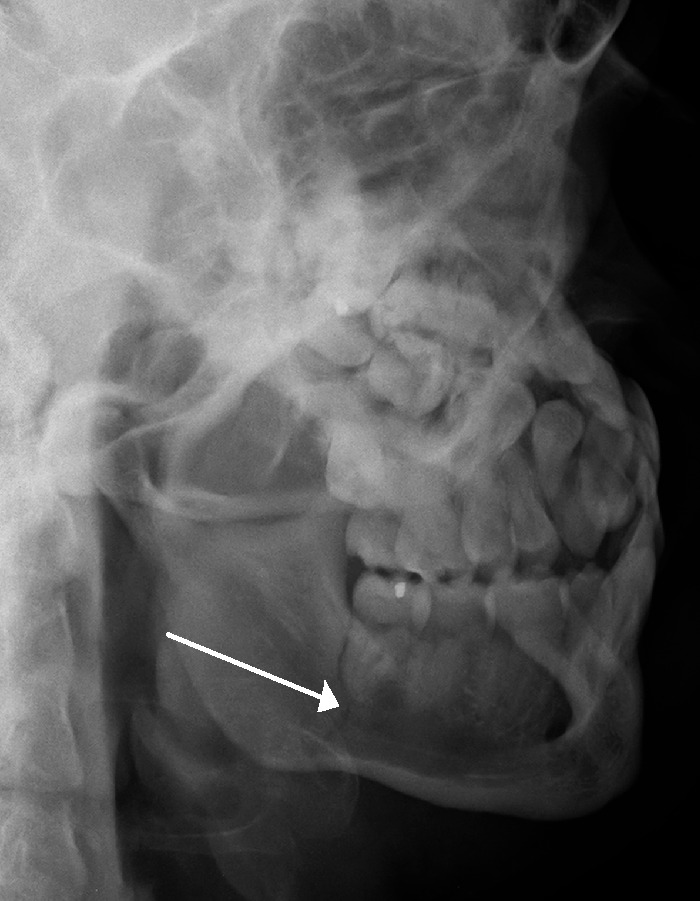